# Piper longamentum
Piper longamentum är en pepparväxtart som beskrevs av C. Dc.. Piper longamentum ingår i släktet Piper och familjen pepparväxter. Inga underarter finns listade i Catalogue of Life.